# Tilapia baloni
Tilapia baloni is een straalvinnige vissensoort uit de familie van de cichliden (Cichlidae). De wetenschappelijke naam van de soort is voor het eerst geldig gepubliceerd in 1975 door Ethelwynn Trewavas en Donald J. Stewart.
De soort is genoemd naar dr. Eugene K. Balon, die ze in 1970 verzamelde in Zambia. Het holotype werd gevangen in een zijrivier van de bovenstroom van de Luongo-rivier. De soort is enkel gekend van de Luongo stroomopwaarts van de Musonda-watervallen in Zambia.